# Harry Gordon Selfridge
Pour les articles homonymes, voir Selfridge.
Harry Gordon Selfridge, Sr. (né le 11 janvier 1858– mort le 8 mai 1947) est un propriétaire de magasin de vente au détail britannique d'origine américaine. Il est le fondateur de la chaîne Selfridges, qu'il dirige une trentaine d'années et qu'il amène à devenir l'une des plus grandes chaînes de magasins du Royaume-Uni.

## Jeunesse et carrière aux États-Unis

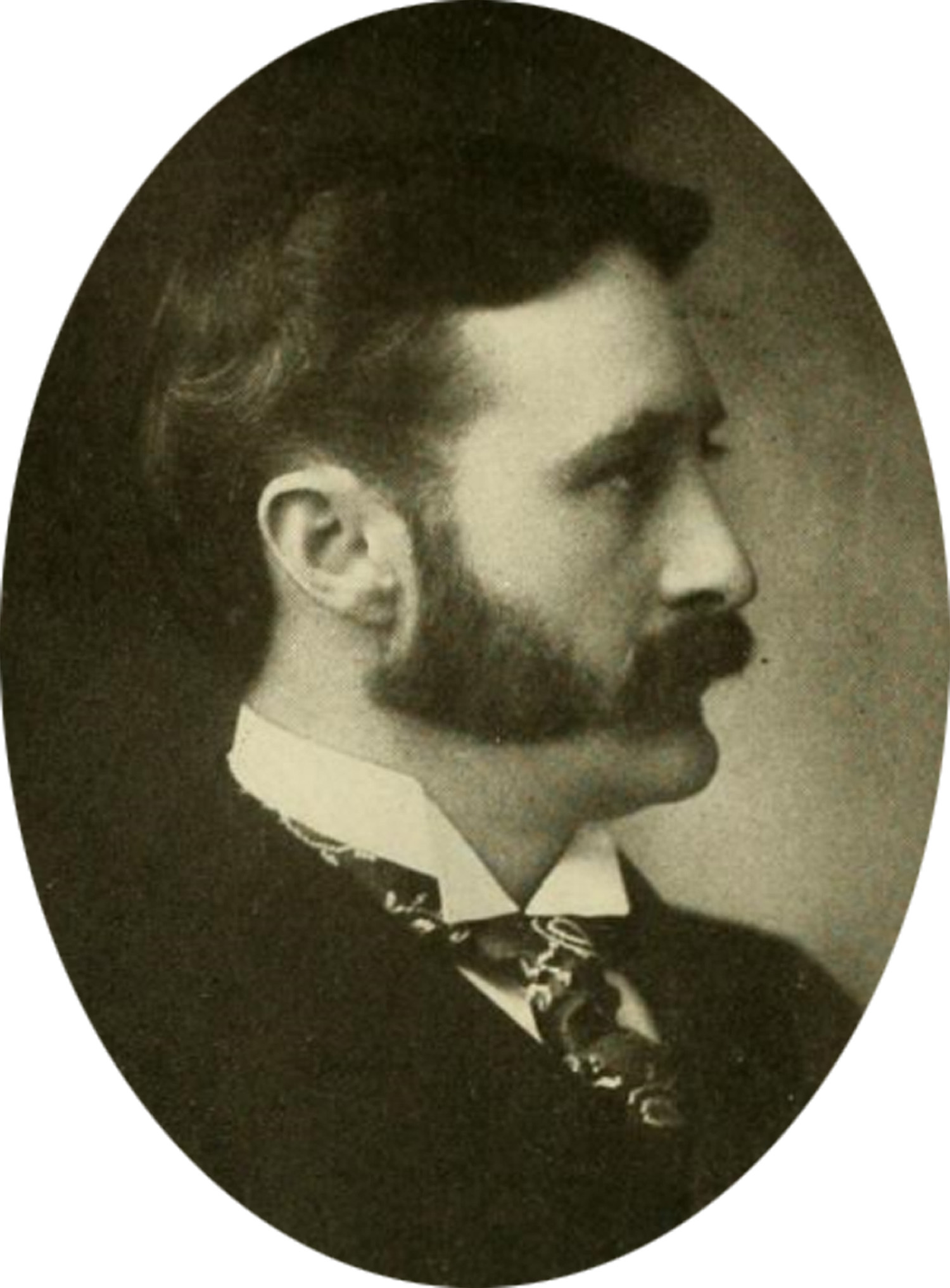
Selfridge (~1880).

Harry Gordon Selfridge naît à Ripon (Wisconsin) le 11 janvier 1858,,, au sein d'une famille de trois garçons. Quelques mois après sa naissance, sa famille déménage à Jackson (Michigan) quand le père Robert Oliver Selfridge acquiert le magasin général. Après le déclenchement de la guerre civile américaine, Robert Oliver Selfridge rejoint l'Armée de l'Union. Il obtient le grade de major et ne rentre pas chez lui après la fin de son service, laissant sa femme élever seule leurs enfants ; les deux frères de Harry Selfridge meurent en bas âge peu de temps après la guerre. Harry et sa mère vivront par la suite ensemble toute leur vie.
Harry Selfridge travaille comme livreur de journaux à partir de l'âge de dix ans. Il quitte l'école à 14 ans et trouve du travail dans une banque. Après avoir occupé plusieurs emplois, Selfridge obtient un poste au  grand magasin de Marshall Field, Marshall Field et compagnie (en), où il passe les 25 années suivantes. En 1890, il se marie avec Rose Buckingham.
En 1906, après un voyage à Londres, Selfridge investit 400 000 £ afin d'ouvrir son propre magasin à l'extrémité ouest de Oxford Street, un quartier qui n'était pas encore à la mode. Le premier magasin Selfridges (en) ouvre au public le 15 mars 1909. Il fait du lieu une « nouvelle expérience d'achats », intégrant une bibliothèque, un restaurant, des toilettes, des salons et pièces de réceptions adaptés à la clientèle étrangère. Selfridge demeure le gérant jusqu'à sa retraite en 1941.
Il meurt le 8 mai 1947 à Putney, Londres, à l'âge de 89 ans. Il est enterré au cimetière de St Mark à Highcliffe, aux côtés de sa femme et de sa mère.

## Écrivain
Selfridge écrit le livre The Romance of Commerce, publié par John Lane-The Bodley Head en 1918.

## Adaptations
- En 2013, l'histoire de la fondation des magasins Selfridges est relatée par la série télévisée britannique Mr Selfridge. Harry Selfridge y est incarné par Jeremy Piven[11].
- Un documentaire intitulé Secrets of Selfridges, produit par la compagnie indépendante Pioneer Productions (en), présente l'histoire du premier magasin de Londres et de Harry Selfridge[12].